# 赵峰 (1914年)
赵峰（1914年—2007年12月16日），男，河南泌阳人，中华人民共和国军事人物、政治人物，中国人民解放军少将，曾任山东省军区司令员，山东省人大常委会副主任。